# Paterson (filme)
Paterson (em inglês:  Paterson) é um filme de drama franco-teuto-estadunidense de 2016 dirigido e escrito por Jim Jarmusch. Estrelado por Adam Driver e Golshifteh Farahani, teve sua primeira aparição no Festival de Cannes 2016 em 16 de maio.

## Elenco
- Adam Driver — Paterson
- Golshifteh Farahani — Laura
- William Jackson Harper — Everett
- Chasten Harmon — Marie
- Barry Shabaka Henley — Doc
- Rizwan Manji — Donny
- Masatoshi Nagase — Asiático
- Kara Hayward
- Jared Gilman
- Method Man
- Sterling Jerins

## Prêmios e indicações
| Lista de prêmios e indicações        | Lista de prêmios e indicações | Lista de prêmios e indicações | Lista de prêmios e indicações | Lista de prêmios e indicações | Lista de prêmios e indicações |
| Premiação                            | Categoria                     | Indicação                     | Resultado                     | R.                            |                               |
| ------------------------------------ | ----------------------------- | ----------------------------- | ----------------------------- | ----------------------------- | ----------------------------- |
| Cannes Film Festival                 | Palm Dog Award                | Nellie (póstumo)              | Venceu                        | [ 3 ]                         |                               |
| Cannes Film Festival                 | Palme d'Or                    | Jim Jarmusch                  | Indicado                      | [ 3 ]                         |                               |
| Gotham Awards                        | Melhor Filme                  | Paterson                      | Indicado                      | [ 4 ]                         |                               |
| Gotham Awards                        | Melhor Diretor                | Adam Driver                   | Indicado                      | [ 4 ]                         |                               |
| Gotham Awards                        | Melhor Roteiro                | Jim Jarmusch                  | Indicado                      | [ 4 ]                         |                               |
| Gotham Awards                        | Audience Award                | Paterson                      | Indicado                      | [ 4 ]                         |                               |
| Los Angeles Film Critics Association | Melhor ator                   | Adam Driver                   | Venceu                        | [ 5 ]                         |                               |